# Kikbeek

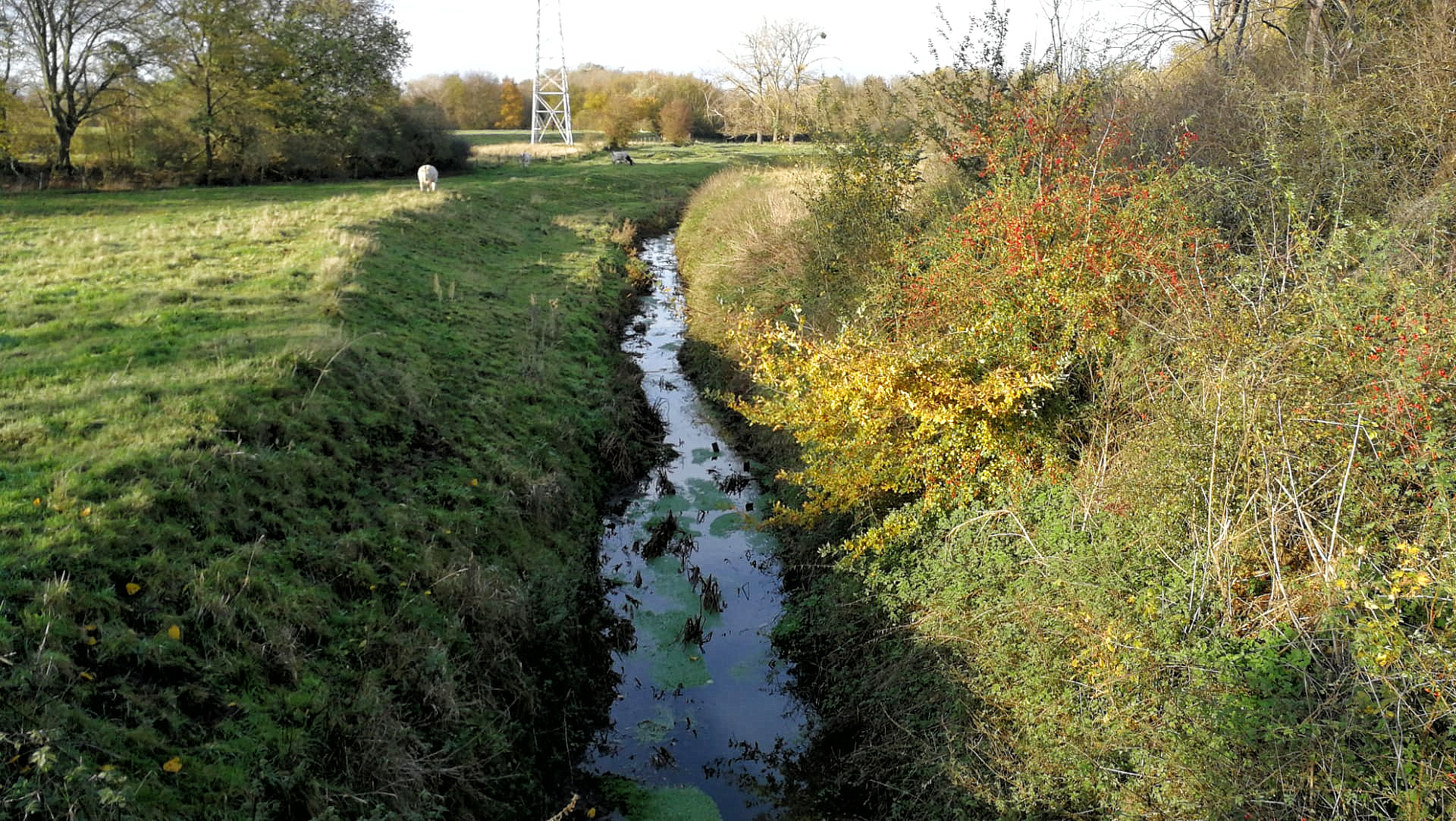
De Kikbeek, vlak voor de instroom in de Maas

De Kikbeek is een beek in de Belgische provincie Limburg. De beek ontspringt in de Vallei van de Kikbeekbron in Opgrimbie en mondt in Mechelen-aan-de-Maas uit in de Maas.
De Kikbeek voedt de Kikbeekvijver, de vroegere wijer van de niet meer in dienst zijnde Kikmolen. Net ten oosten van de Zuid-Willemsvaart, daar waar de Kikbeek via een onderleider onder het kanaal loopt, ligt het natuurgebied Maaswinkel, aan de noordzijde van de beek.

## Galerij

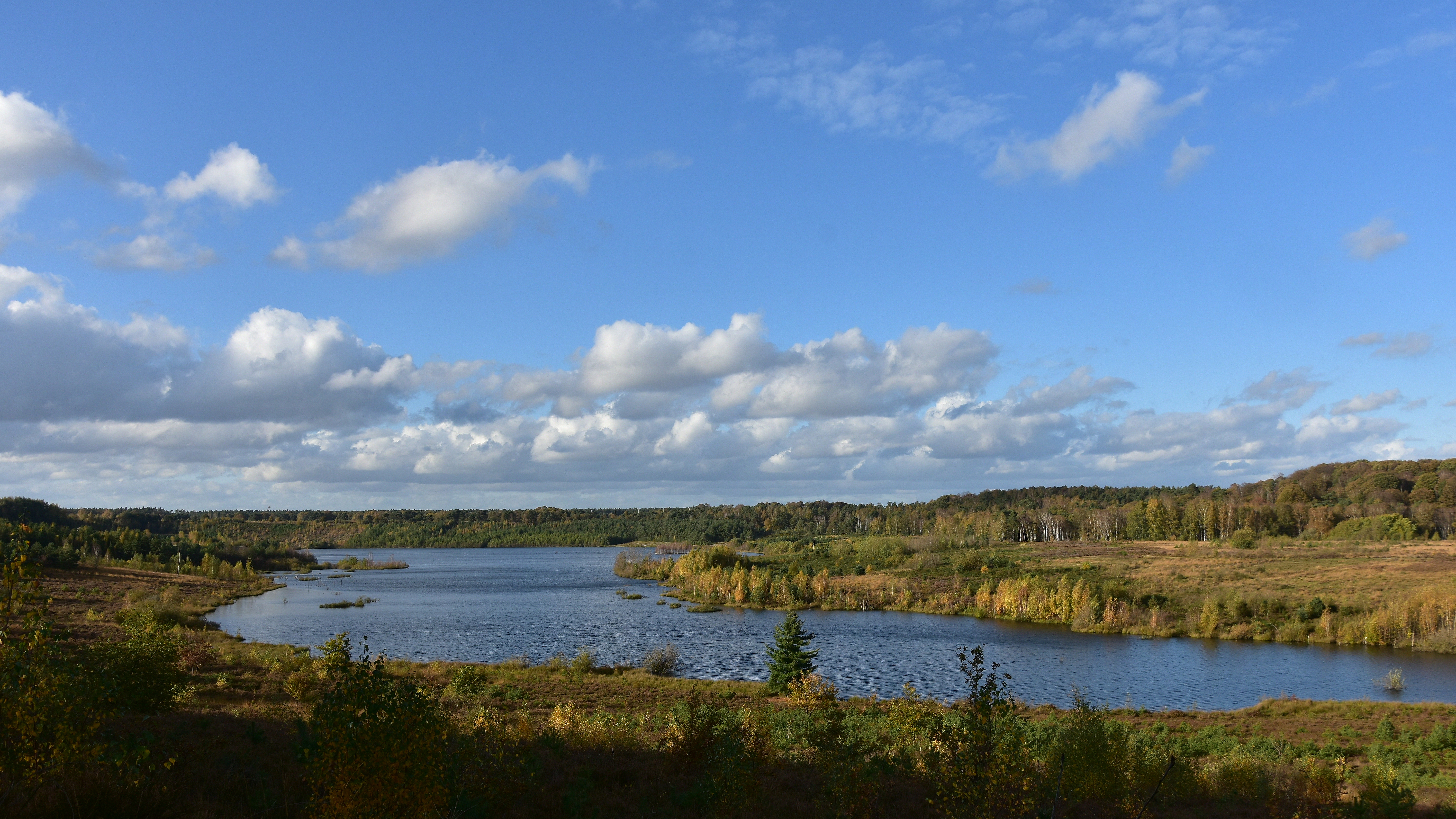
Vallei van de Kikbeekbron, een deel van het Nationaal Park Hoge Kempen
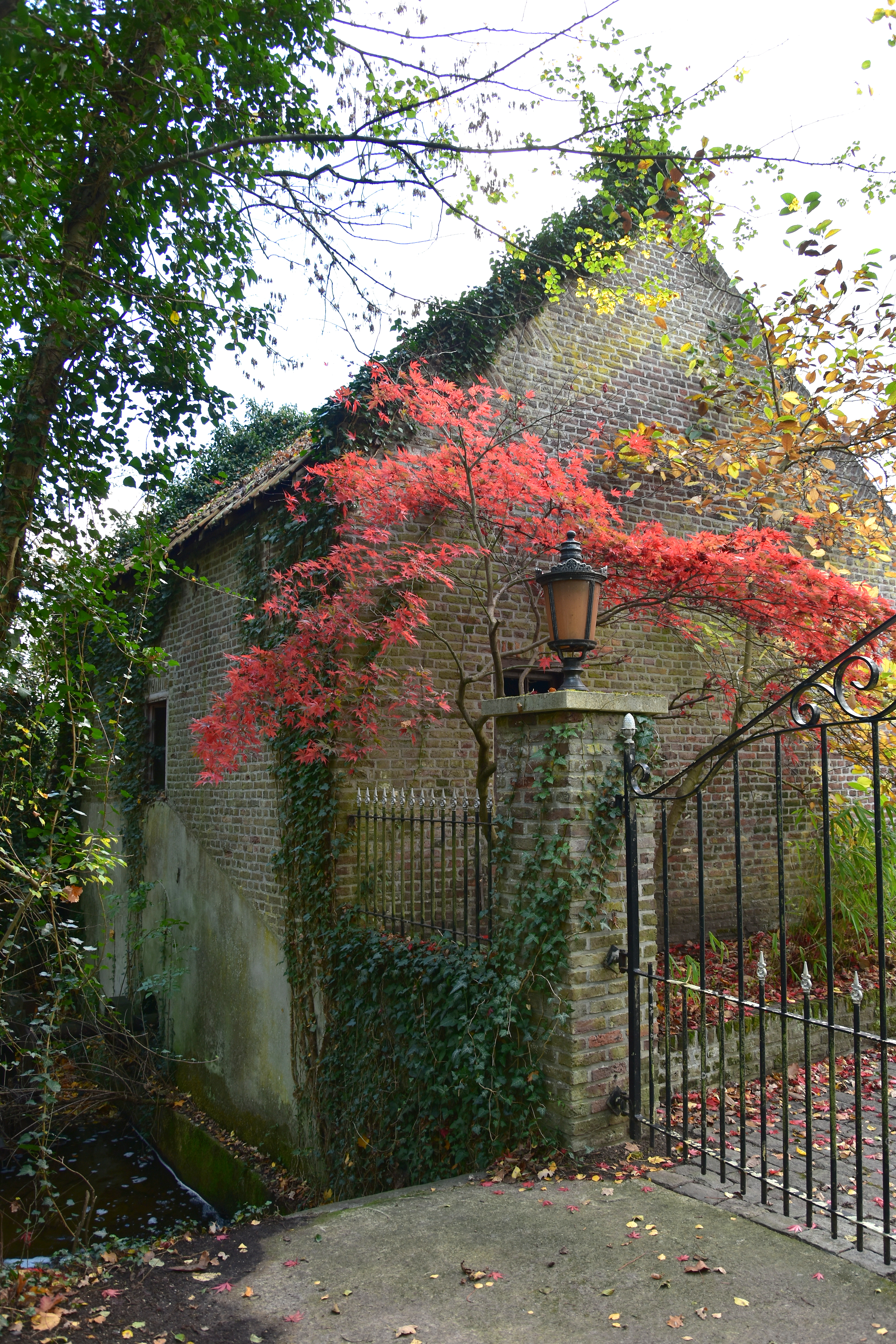
Kikmolen
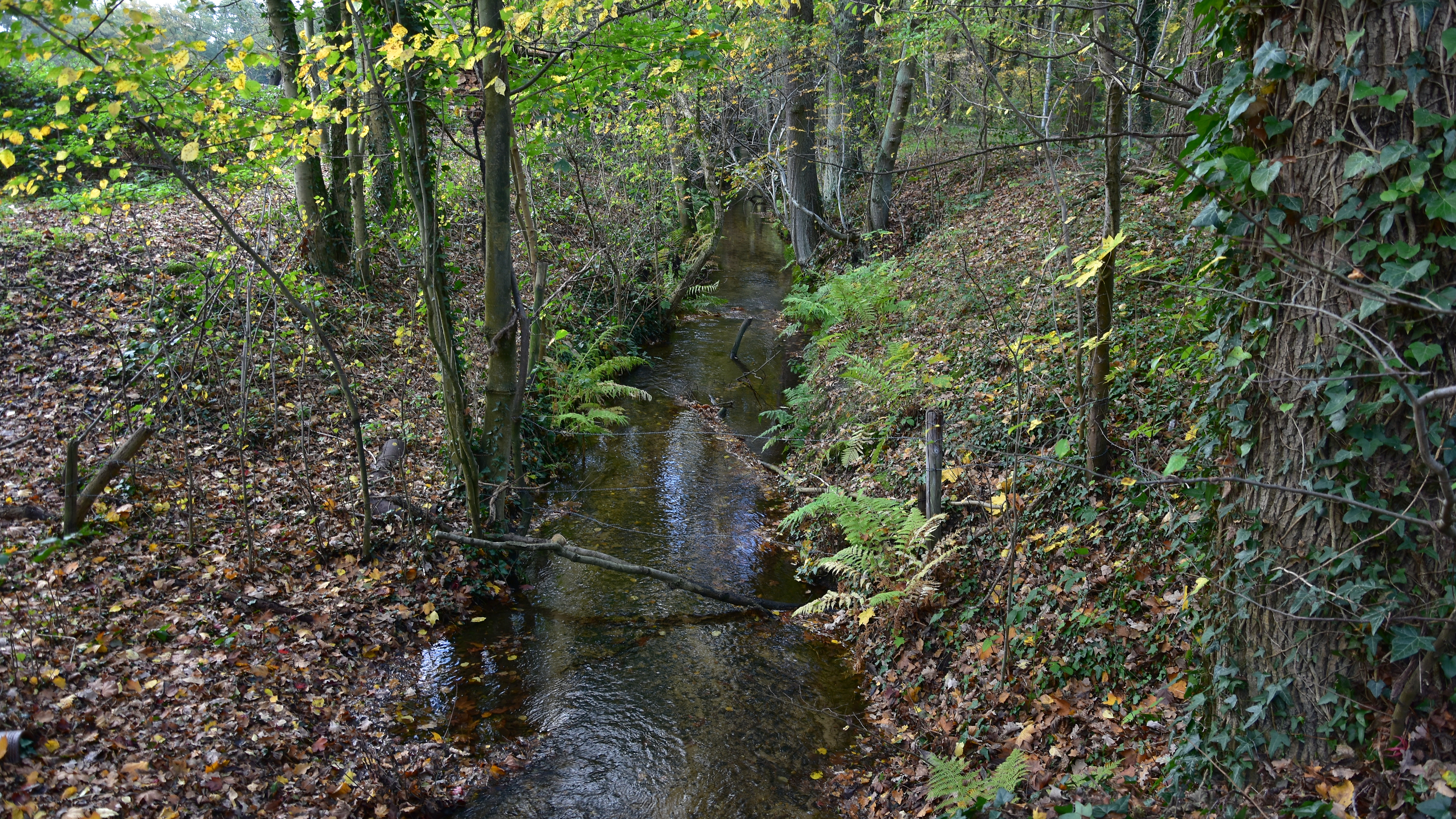
Kikbeek in Opgrimbie
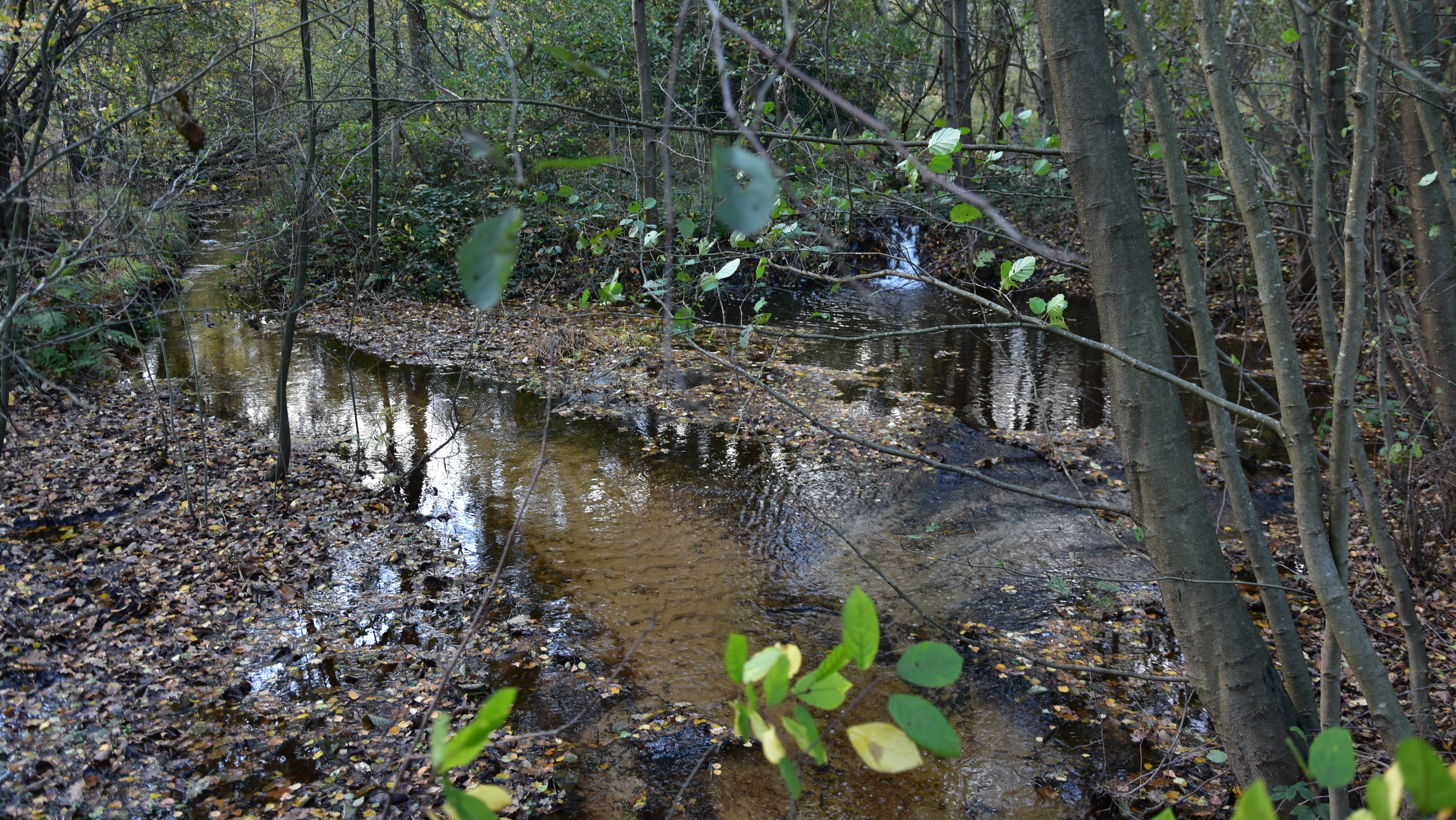
Kikbeek in Mechelen-aan-de-Maas